# 普罗韦雪
普罗韦雪（法語：Proveysieux，法語發音：[pʁɔvɛzjø] ⓘ）是法国伊泽尔省的一个市镇，位于该省中部，属于格勒诺布尔区。

## 地理
普罗韦雪（45°15'46"N, 5°41'58"E）面积20.37 平方千米，位于法国奥弗涅-罗讷-阿尔卑斯大区伊泽尔省，该省份为法国东南部内陆省份，北起顺时针与安省、萨瓦省、上阿尔卑斯省、德龙省、阿尔代什省、卢瓦尔省和罗讷省。
与普罗韦雪接壤的市镇（或旧市镇、城区）包括：萨尔瑟纳、圣皮埃尔-德沙特勒斯、丰塔尼勒-科尔尼永、蒙圣马丹、凯昂沙特勒斯、圣埃格雷沃、拉叙尔昂沙特勒斯。

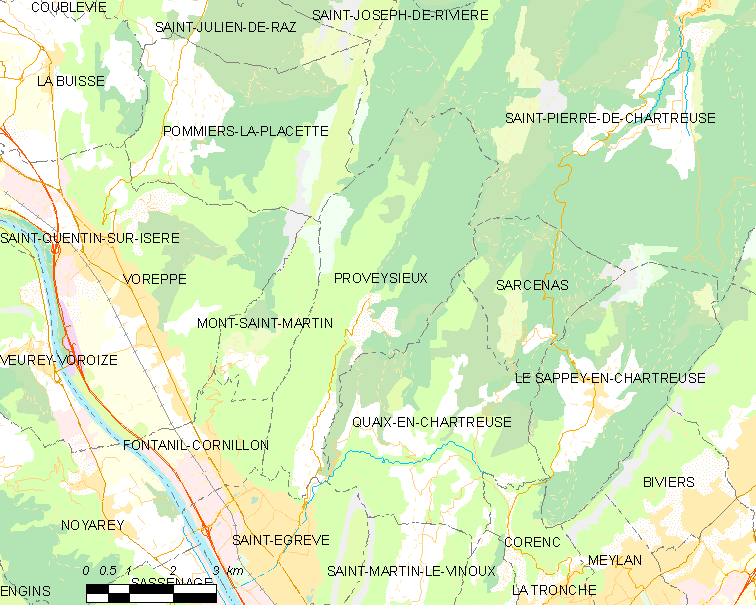
普罗韦雪的OSM定位图

普罗韦雪的时区为UTC+01:00、UTC+02:00（夏令时）。

## 行政
普罗韦雪的邮政编码为38120，INSEE市镇编码为38325。

## 政治
普罗韦雪所属的省级选区为格勒诺布尔第二县。

## 人口

1962-2008年间普罗韦雪人口变化图示

普罗韦雪于2022年1月1日时的人口数量为519人。